# Pic de la Pyramide
Pic de la Pyramide je samostatný vrchol v jihozápadním hřebenu Pic Bayle v severní části Dauphineských Alp (Národní park Ecrins) v jihovýchodní Francii.

## Výstup
Nejjednodušší a nejkratší cesta na vrchol vede z nejvyšší stanice lanovek v lyžařském areálu Alpe d'Huez umístěné na hoře Pic du Lac Blanc (3323 m n. m.). Odtud se horolezeckým způsobem dosáhne Pic de la Pyramide za 1:30 hod. Obtížnost dosahuje stupně 2 UIAA.